# Thẩm phán của Ma'at

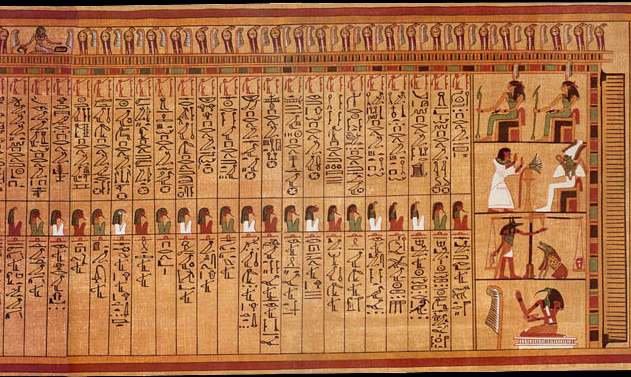
Cuộn giấy cói của Ani: Một trong số 42 vị thần thẩm phán của Maat đang ngồi thành hàng ngang (những vị thần nhỏ) (Bảo tàng Anh)

Hội thẩm của Ma'at là một nhóm gồm 42 vị tiểu thần của nữ thần Ma'at trong văn hóa Ai Cập cổ đại. Những vị thần trong hội thẩm này sẽ đưa ra quyết định xem một linh hồn có xứng đáng được bước vào thế giới vĩnh hằng hay không.

## Vai trò
Họ là những thẩm phán cùng tham gia vào "Phiên tòa của Sự thật", nơi mà thần Osiris phán xét linh hồn người chết. Các vị thần này chịu trách nhiệm trừng phạt 42 tội lỗi cụ thể mà người chết mắc phải, và trên đầu của họ đội một cọng lông vũ như Maat, tượng trưng cho công lý. 42 vị thần này còn đại diện cho 42 nome ("tỉnh") và các thành phần địa lý của Thượng và Hạ Ai Cập.
Linh hồn người chết sẽ được thần Anubis dẫn vào gặp Osiris. Tại đây, linh hồn phải thề thốt rằng mình không vướng vào 42 tội lỗi khi còn sống bằng cách đọc một văn bản gọi là "Lời phủ nhận tội lỗi". Trái tim của người chết sau đó được đặt lên một chiếc cân có hai cán: một cho trái tim và một cho cọng lông vũ Maat. Nếu trọng lượng của trái tim và lông vũ bằng nhau, thì linh hồn hoàn toàn trong sạch, và xứng đáng được tồn tại. Ngược lại, nếu trái tim nặng hơn lông vũ, thì linh hồn đã trái với lời thề, và linh hồn đó sẽ bị nữ quỷ Ammit nuốt chửng.

## Danh sách 42 vị tiểu thần
Chương 125 của Quyển sách của cái chết đã liệt kê đầy đủ tên gọi của 42 vị tiểu thần, bao gồm các nome mà họ đại diện, cũng như các tội danh mà mỗi vị thần chịu trách nhiệm trừng phạt.